# 리처드 시프
리처드 시프(Richard Schiff, 1955년 5월 27일 ~ )는 미국의 배우이다. NBC 드라마 《웨스트 윙》(1999-2006) 출연을 통해 2000년 제52회 프라임타임 에미상 드라마 시리즈 부문 남우조연상을 수상하였다.

## 출연 작품

### 영화
- 보디가드 (1992)
- 탱크 걸 (1995)
- 쥬라기 공원 2: 잃어버린 세계 (1997)
- 아이 엠 샘 (2001)
- 화성아이, 지구아빠 (2007)
- 이매진 댓 (2009)
- 쟈니 잉글리쉬 2: 네버다이 (2011) - 타이터스 피셔 역
- 애니를 위하여 (2013)
- 킬 더 메신저 (2014)
- Clemency (2019) - 마티 루메타 역
- 블랙 팬서: 와칸다 포에버 (2022)

### 텔레비전
- 웨스트 윙 (1999-2006)
- 볼러스 (2015-19)
- 디 어페어 (2015-19)
- 맘 (2016)
- 시카고 저스티스 (2017)
- 굿 닥터 (2017-2024)
- 캐슬록 (2018)
- 카운터파트 (2018-19)

### 비디오 게임
- 갓 오브 워 라그나로크 (2022)